# Мороз, Анатолий Николаевич
Анато́лий Никола́евич Моро́з (род. 30 апреля 1949, с. Кондинское, Микояновский р-н, Тюменская обл., СССР) — украинский политик, член Народной партии, бывший народный депутат Украины.

## Биография
Родился 30 апреля 1949 года в селе Кондинское Микояновского района Тюменской области СССР. По национальности украинец.
В 1974—1978 годах получил образование в Запорожском государственном педагогическом институте (сейчас Запорожский национальный университет), где окончил исторический факультет по специальности учитель истории и обществоведения. Работал на следующих предприятиях:
- С 1966 — плотник Васильевского межколхозстроя; токарь Токмакского дизелестроительного завода;
- 1968—1970 — служба в армии;
- С 1970 — плотник строительного управления; печник кузнечно-прессового цеха № 16, Токмакского дизелестроительного завода; шофер колхоза им. Кирова;
- 1974—1978 — студент Запорожского государственного педагогического института;
- С 1978 — учитель, а с июня 1979 по июнь 1981 — директор Урожайновской 8-летней школы Токмакского района;
- С 1981 — лектор, зав. отдела, с апреля по сентябрь 1991 — секретарь Токмакского городского комитета КПУ;
- 10.1991-11.1992 — директор Токмакской средней школы № 6;
- 11.1992-08.1994 — заведующий отделом образования Токмакской райгосадминистрации;
- С 1994 — заместитель председателя Токмакского горисполкома;
- С 1997 — директор Токмакского горрайонного центра занятости населения;

Был народным депутатом Украины III созыва с августа 1998 по апрель 2002 (избирательный округ № 82, Запорожская область). На время выборов работал директором Токмакского горрайонного центра занятости населения. Член фракции Коммунистической партии Украины (09.1998-12.99), член фракции Селянской партии Украины (12.1999-02.2000), член фракции Коммунистической партии Украины (с 02.2000), член Комитета по вопросам промышленной политики (с 10.1998).
Избран народным депутатом Украины IV созыва с 04.2002 (избирательный округ № 83, Запорожская область), выдвинут КПУ. На выборах за него проголосовало 21,21 % избирателей при 12 соперниках. На время этих выборов был народным депутатом Украины, членом КПУ. В парламенте 4 созыва был членом фракции коммунистов (05.2002-03.2005), член группы «Демократическая Украина» (03.-09.2005), членом фракции политической партии «Вперед, Украина!» (09.-11.2005), членом группы Народного блока Литвина (с 11.2005), членом Комитета по вопросам промышленной политики и предпринимательства (с 06.2002).
В марте 2006 года стал кандидатом в народные депутаты Украины от Народного блока Литвина, № 68 в списке.